# Omicidio di Elisa Pomarelli
L'omicidio di Elisa Pomarelli è un caso di cronaca nera avvenuto il 25 agosto 2019 a Carpaneto Piacentino, nella provincia di Piacenza, di una ragazza di 28 anni, da parte di un suo ex amico, Massimo Sebastiani, 45 anni, che ha suscitato una grande indignazione, manifestazioni pubbliche e stimolato il dibattito culturale sulla violenza contro le donne in Italia.

## Cronologia degli eventi
Elisa Pomarelli era una ragazza di 28 anni, impiegata nell'azienda di assicurazioni del padre, residente con la famiglia a Piacenza, nel quartiere di Borgotrebbia, aveva due sorelle ed era dichiaratamente lesbica. Aveva anche un amico più grande di lei, il 45enne Massimo Sebastiani, operaio, che frequentava da anni, residente a Carpaneto Piacentino. Pomarelli aveva iniziato ad allontanarsene negli ultimi tempi, poiché l'uomo aveva cominciato a nutrire verso di lei delle attenzioni sempre più insistenti.
Domenica 25 agosto 2019, Elisa e Massimo decisero di andare a pranzare insieme in una trattoria a Ciriano, una frazione di Carpaneto. Poco dopo, verso le ore 14 dei due si persero le tracce. Le indagini e gli interrogatori rivelarono che i due amici andarono a casa di Sebastiani a Campogrande di Carpaneto e qui, nel pollaio dell'uomo, dopo che Elisa disse di volersi allontanare da lui e che stava frequentando una ragazza, Sebastiani la uccise, strangolandola. L'uomo portò il cadavere della ragazza nel bagagliaio della sua auto, una Honda Civic e, nel tentativo di spegnere il cellulare di Pomarelli, avviò per errore una videochiamata con un'amica della ragazza, agganciando per l'ultima volta la cella di Cadeo, prima di gettarlo nei campi. L'uomo si recò a rifornirsi di benzina e poi intorno alle 15 si diresse a Costa di Sariano, una frazione di Gropparello, sull'Appennino piacentino, dall'ex suocero a cui aveva scritto di aver avuto una lite con la sua amica. Seppellì il corpo della donna nei boschi circostanti e, intorno alle 16.30, tornò a Carpaneto, dove iniziò a scrivere alcuni messaggi al numero di Pomarelli e inscenò una chat per costruirsi un possibile alibi, l'ultimo messaggio lo inoltrò intorno alle 19. Quella sera Sebastiani cenò con un'altra amica in una trattoria di Vigostano, a Castell'Arquato, per poi fermarsi a bere qualcosa al ritorno. Secondo un testimone, l'ultimo avvistamento dell'uomo risaliva intorno a mezzanotte sul ciglio di una strada di Sariano di Gropparello.

### La fuga e l'arresto di Sebastiani
Lunedì 26 agosto 2019, il giorno dopo la scomparsa di Pomarelli, la famiglia diede ufficialmente l'allarme e le autorità locali, con un considerevole dispiegamento di forze tra vigili del fuoco, Protezione Civile, polizia locale e ANPAS (anche liberi volontari e, in seguito, i Granatieri di Sardegna), iniziarono le ricerche della ragazza e di Sebastiani in Val Chero, oltre a perlustrare l'abitazione dell'uomo, su cui si concentrarono fin da subito le attenzioni degli inquirenti, sebbene i familiari della vittima non lo conoscessero. Le ricerche non diedero esito e furono ampliate le perlustrazioni. Il 31 agosto successivo Sebastiani venne ufficialmente iscritto nel registro degli indagati, ma solo per sequestro di persona poiché non si pensò subito alla possibilità che la ragazza fosse stata uccisa, ma che fosse stata probabilmente rapita e trattenuta in una località sconosciuta.
Per 13 giorni, Sebastiani riuscì a sfuggire alla cattura vivendo nei boschi, nutrendosi di quello che trovava, per poi rifugiarsi ancora nella casa dell'ex suocero a Sariano, che nel frattempo era stato incarcerato con l'accusa di averlo aiutato a fuggire (ma venne poi liberato). Qui visse diversi giorni tra il solaio dell'abitazione dell'uomo e il fosso dove aveva sepolto il cadavere di Pomarelli, con cui a volte dormiva.
Sabato 7 settembre 2019, nella tarda mattinata, i carabinieri catturarono e arrestarono Sebastiani, nascosto in un casolare abbandonato sul Monte Moria. Successivamente venne condotto dai militari a Sariano per cercare Pomarelli il cui corpo fu rinvenuto un metro sottoterra dove era stato sepolto e l'uomo ammise l'omicidio. Il 12 settembre 2019 l'autopsia sul corpo della ragazza confermò la morte per strangolamento.

### Il processo
Dopo la confessione dell'omicidio, il legale di Sebastiani chiese la perizia psichiatrica che stabilì che l'uomo fosse capace di intendere e di volere. Il 4 agosto 2020, all'udienza preliminare nel tribunale di Piacenza, per Sebastiani venne richiesto e ottenuto il rito abbreviato che garantisce uno sconto della pena. Per legge il rito abbreviato non può essere applicato ai casi di omicidio aggravato in cui ricade il femminicidio, ma in questo caso l'accusa è stata semplicemente di omicidio volontario poiché Sebastiani non era né il marito né il compagno della vittima. Il 24 agosto 2020, a quasi un anno dalla sua uccisione, venne celebrato il funerale della vittima nella chiesa Santi Angeli Custodi di Borgotrebbia e l'allora sindaca Patrizia Barbieri proclamò il lutto cittadino. 
Il 19 luglio 2021, il tribunale condannò Sebastiani a 20 anni di carcere, una sentenza che provocò sgomento nella famiglia e negli amici di Pomarelli e che fu confermata il 6 luglio 2022 in appello. Il 20 novembre 2022 l'uomo rinunciò a ricorrere in Cassazione. Attualmente è incarcerato nella casa circondariale di Piacenza "Le Novate".

## Reazioni
Ci furono numerose polemiche per via della narrazione degli eventi data da alcune testate giornalistiche fra cui Il Giornale che, riferendosi a Sebastiani, definirono l'assassino un "gigante buono" che aveva agito per un "raptus d'amore". La definizione venne stigmatizzata anche da parte dell'allora presidente dell'ordine dei giornalisti Carlo Verna.

## Influenza nella cultura di massa

### Film
Nel 2022 venne realizzato il docufilm Uccisa due volte - Il caso Pomarelli di Alessandro Galluzzi per Crime+Investigation, che racconta l'omicidio con interviste e filmati inediti, ripercorrendo la tragica fine di Elisa Pomarelli. È stato reso disponibile sulle piattaforme streaming Now e Prime Video.

### Eventi
Il Novara Pride tenutosi il 14 settembre 2019 fu dedicato dagli organizzatori alla memoria di Elisa Pomarelli.
Dal 2022 si tiene ogni settembre a Piacenza il "Femme Fest - Il Festival per dire NO al femminicidio", una rassegna di incontri sulla violenza di genere a ricordo di Elisa Pomarelli.